# Hard to Explain
Hard to Explain è il primo singolo della garage band di New York The Strokes (la loro unica pubblicazione precedente fu l'EP The Modern Age).

## Storia
Venne pubblicato prima nel Regno Unito, raggiungendo il sedicesimo posto in classifica. Successivamente venne pubblicato negli Stati Uniti con una differente copertina. Visto che fu il primo singolo estratto dal disco di debutto Is This It, "Hard to Explain" fornì una prova delle capacità del gruppo. Esso infatti rese molto atteso l'album vero e proprio, e quando Is This It fu nei negozi venne osannato come uno dei migliori album dell'anno. La B-side del singolo, New York City Cops, venne esclusa dall'edizione americana dell'album per i fatti riguardanti l'attacco alle torri del World Trade Center dell'11 settembre 2001. L'etichetta americana del gruppo, la RCA, ritenne che la canzone non fosse adatta a finire nell'album e la fece sostituire da When It Started per l'edizione americana, mentre New York City Cops apparve solo in questo singolo.

## Tracce

### CD inglese e australiano
1. Hard To Explain
2. New York City Cops

### CD irlandese
1. Hard To Explain
2. The Modern Age
3. Last Nite
4. When It Started
5. Take It or Leave It (Live KCRW radio session)

### CD americano
1. Hard To Explain
2. New York City Cops
3. Take It Or Leave It (Live KCRW radio session)
4. Trying Your Luck (Live KCRW radio session)

### Edizione limitata in vinile (Stati Uniti)
1. Hard To Explain
2. New York City Cops

## Formazione
- Julian Casablancas - voce
- Fabrizio Moretti - batteria
- Nick Valensi - chitarra
- Albert Hammond Jr. - chitarra
- Nikolai Fraiture - basso